# Danilo Petrucci
Danilo Carlo Petrucci (Terni, 24 ottobre 1990) è un pilota motociclistico italiano, vincitore del campionato italiano Superstock 1000 nel 2011 e del Trofeo Indipendenti nel mondiale Superbike 2024.

## Carriera

### Gli inizi
Nel 1998, raggiunta l'età per avere la licenza da pilota, pratica minitrial in sella a una Beta. L'anno seguente è campione italiano di minitrial e nel 2000 Campione italiano minitrophy LEM. Dal 2002 al 2004 è campione regionale di minicross. Partecipa ai campionati minicross su LEM nel 2000, su Kawasaki nel 2001, su Suzuki nel 2002 e in sella a una Honda nel 2003 e 2004.
Il 2006 vede l'esordio di Petrucci nei campionati di velocità, con il debutto in sella a una Honda nel monomarca CBR 600 Cup, dove conclude la stagione come miglior esordiente.
Nel 2007 passa al trofeo Yamaha R6 Cup chiudendo al 2º posto, che gli vale il supporto di Yamaha Motor Italia per le stagioni seguenti: dopo aver disputato qualche gara nel 2007, nel 2008 e nel 2009 partecipa come pilota titolare al campionato europeo Superstock 600 con una Yamaha YZF-R6. In particolare, nel secondo anno conquista 3 vittorie e 4 pole position e chiude al quarto posto assoluto. Nel 2009 è inoltre vicecampione italiano Superstock 1000 su Yamaha YZF-R1 con 4 podi in sei gare nella stagione di esordio in questa categoria. Iscritto dalla Federazione Motociclistica Italiana (FMI) a rappresentare l'Italia nel Campionato Europeo Velocità del 2009 in gara unica, vince il titolo continentale junior della categoria Superstock 1000.
Nel 2010 partecipa con la Kawasaki ZX 10R del team Pedercini sia alla Superstock 1000 FIM Cup che al Campionato Italiano Velocità (CIV), dove conquista il titolo di Campione Italiano Under 25 e il terzo posto nella classifica generale. Disputa anche una gara nel CIV Stock 1000.
Nel 2011, supportato dal team Italia della FMI, partecipa alla Superstock 1000 FIM Cup e al CIV nella categoria Stock 1000, in sella alla Ducati 1098R del team Barni Racing. Sempre da questa stagione agonistica entra a far parte del gruppo Sportivo Fiamme Oro della Polizia di Stato. Chiude la stagione con 10 pole position, 9 vittorie e 12 podi complessivi, che gli valgono il titolo di campione italiano Stock 1000, con una gara di anticipo, e di vicecampione del mondo Stock 1000, a due punti dal vincitore.

### Motomondiale

#### Ioda-Suter e ART (2012-2014)

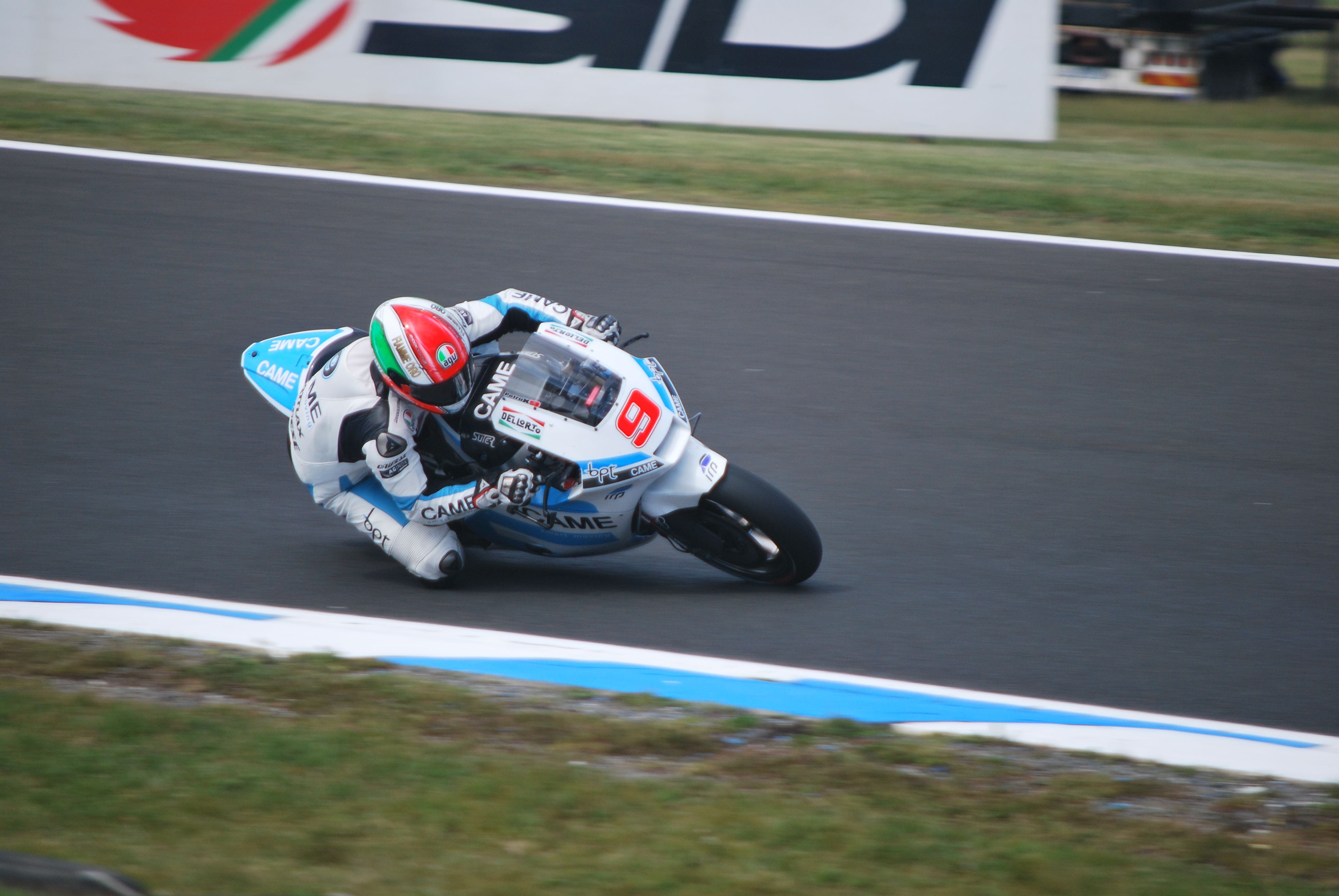
Petrucci su Ioda-Suter nel Gran Premio d'Australia 2012

Nel 2012 si sposta nel motomondiale col team IodaRacing Project, in MotoGP, iniziando la stagione in sella a una Ioda TR003 per poi passare dal Gran Premio di San Marino a una Suter MMX1 (marchiata ai fini del campionato costruttori come Ioda-Suter). Ottiene come miglior risultato un ottavo posto in Comunità Valenciana e termina la stagione al 19º posto con 27 punti. Nel 2013 rimane nello stesso team, con compagno di squadra Lukáš Pešek. Ottiene come miglior risultato un undicesimo posto in Catalogna e termina la stagione al 17º posto con 26 punti.
Nel 2014 rimane nello stesso team, alla guida di una ART con specifiche Open. In questa stagione è costretto a saltare i Gran Premi di Spagna, Francia, Italia e Catalogna a causa della frattura del polso sinistro rimediata nel warm up del GP di Spagna. Ottiene come miglior risultato un undicesimo posto in Aragona e termina la stagione al 20º posto con 17 punti. Il 1º ottobre 2014, il team Pramac Racing annuncia Petrucci quale uno dei suoi piloti per il motomondiale 2015, in sostituzione di Andrea Iannone (passato alla Ducati ufficiale).

#### Ducati (2015-2020)

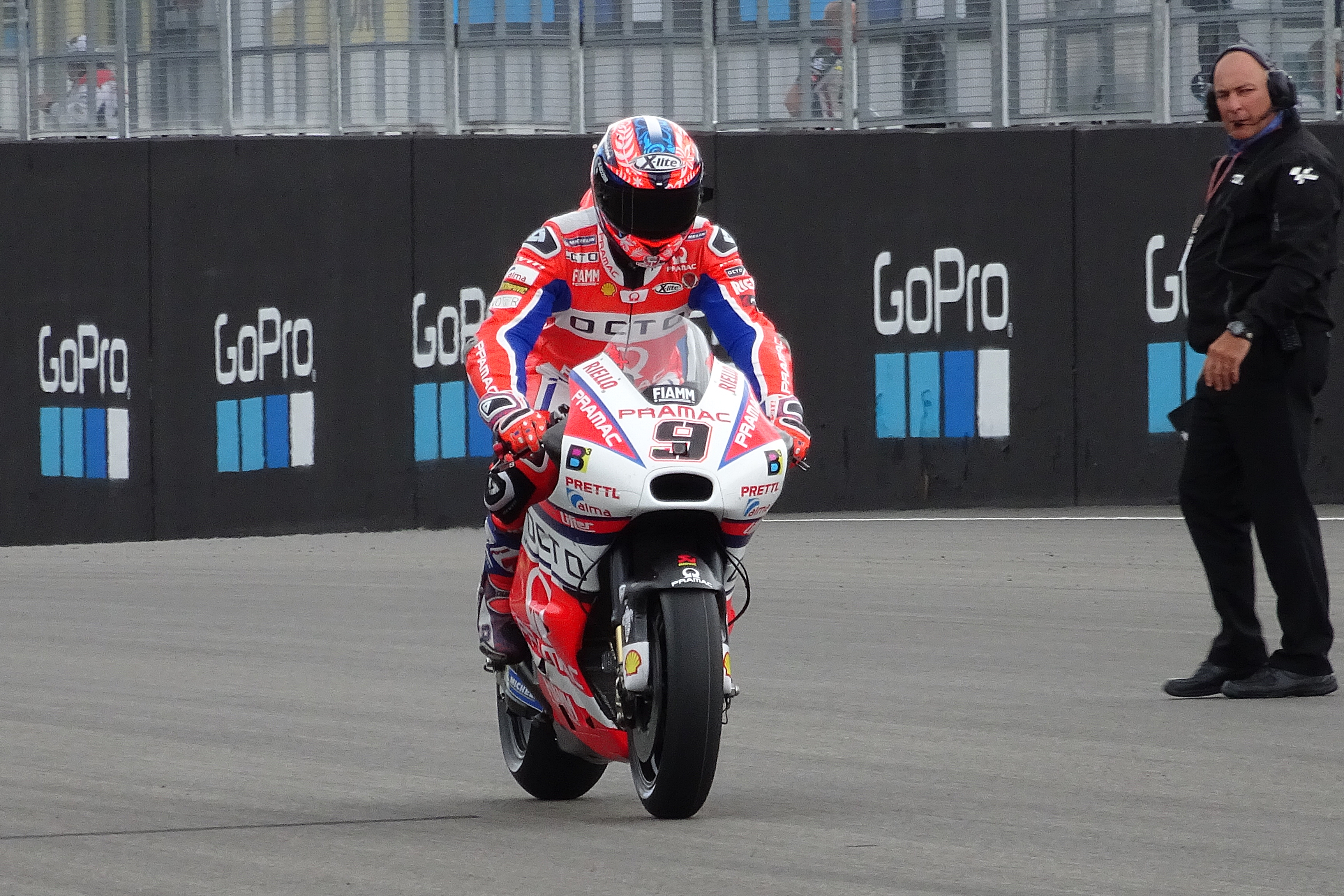
Petrucci sulla Ducati Desmosedici di Pramac Racing nel Gran Premio di Germania 2017

Il 30 agosto 2015, al Gran Premio di Gran Bretagna, coglie il suo primo podio nel motomondiale in MotoGP, in una gara che vede tre italiani sul podio, arrivando secondo dietro a Valentino Rossi e davanti ad Andrea Dovizioso. Con questo risultato, Petrucci riporta il team Pramac Racing sul palco di premiazione di una gara del motomondiale, a distanza di sette anni dall'ultimo piazzamento a podio dalla squadra, ottenuto da Toni Elías, quando il pilota spagnolo giunse terzo al GP di San Marino del 2008. Chiude la stagione al decimo posto in classifica con 113 punti.
Nel 2016 rimane nello stesso team, con compagno di squadra Scott Redding. Ottiene come miglior risultato due settimi posti (Francia e Repubblica Ceca) e termina la stagione al 14º posto con 75 punti. In questa stagione è costretto a saltare i Gran Premi di Qatar, Argentina, Americhe e Spagna a causa di un infortunio alla mano destra, accadutogli in un test invernale. Nel 2017 inizia la sesta stagione consecutiva in MotoGP, correndo per lo stesso team ma guidando una Desmosedici ufficiale e con lo stesso compagno di squadra del 2016. Il 4 giugno 2017 sale sul terzo gradino del podio al Gran Premio d'Italia,  mentre il 25 giugno ad Assen riesce a salire nuovamente sul podio classificandosi secondo. Giunge secondo anche nel Gran Premio di San Marino. In Giappone giunge terzo. Conclude la stagione all'8º posto con 124 punti. Nel 2018 corre nello stesso team, con compagno di squadra Jack Miller. Il 20 maggio, in occasione del Gran Premio di Francia, sale sul secondo gradino del podio. Conclude la stagione all'8º posto con 144 punti.

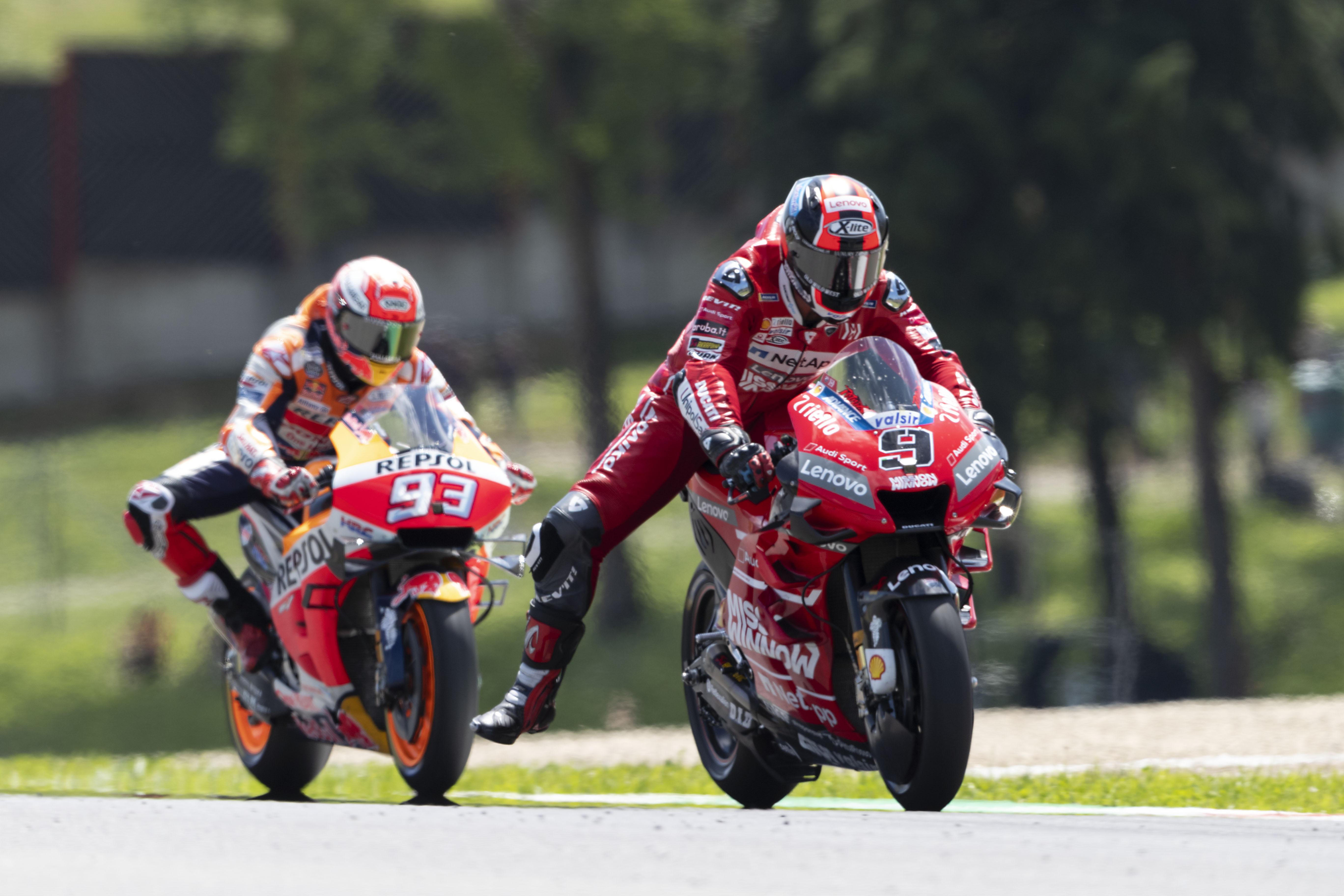
Petrucci, sulla Desmosedici del team ufficiale Ducati, precede Marc Márquez nel vittorioso Gran Premio d'Italia 2019.

Nel 2019 passa al team ufficiale, con compagno di squadra Andrea Dovizioso. Ottiene un terzo posto in Francia. La sua prima vittoria in MotoGP arriva nella gara successiva, al Mugello, nel Gran Premio d'Italia. Giunge terzo in Catalogna. Chiude la stagione al 6º posto con 176 punti. Nel 2020 rimane nello stesso team. Vince in Francia in condizioni di gara bagnata, dopo essere stato in testa dall'inizio della corsa, e inoltre regala alla Ducati il primo successo sul circuito francese. Conclude la stagione al dodicesimo posto con 78 punti.

#### KTM e Suzuki (2021-2022)
Dopo sei anni con Ducati, nel 2021 passa alla guida della KTM RC16 del team Tech 3, con compagno di squadra Iker Lecuona. Ottiene come miglior risultato un quinto posto in Francia e chiude la stagione al ventunesimo posto con 37 punti. L'anno seguente, una volta concluso l'impegno nel Campionato MotoAmerica Superbike, viene richiamato in MotoGP dalla Suzuki per sostituire l'infortunato Joan Mir nel Gran Premio di Thailandia, chiude la gara al ventesimo posto.

### Dakar e MotoAmerica
Nel 2022 debutta con una KTM 450 Rally Replica al Rally Dakar. Il 3 gennaio, durante la seconda tappa, ha avuto un problema alla sua KTM al km 115 e ha chiesto il recupero, abbandonando la classifica assoluta; tuttavia ha sfruttato il bonus "Dakar Experience" per partecipare alle tappe successive. Tre giorni dopo, nella quinta tappa si piazza al primo posto diventando così il primo pilota a vincere una gara in MotoGP e una tappa della Dakar.
Nello stesso anno è impegnato nel Campionato MotoAmerica Superbike, in sella a una Ducati Panigale V4 del team Warhorse HSBK Racing. All'esordio assoluto oltreoceano, senza conoscere né il campionato né gran parte dei suoi tracciati, Petrucci debutta il 10 aprile con una doppietta ad Austin e, nel prosieguo di stagione, contende fino all'ultima gara il titolo al campione uscente Jacob Gagne, poi riconfermatosi vincitore, col ternano alla piazza d'onore.

### Mondiale Superbike
Con la stagione 2023 Petrucci debutta nel campionato mondiale Superbike, portando in pista la Ducati Panigale V4 del team Barni Racing. Ottiene tre piazzamenti a podio, due dei quali nel fine settimana di Most, e, con 228 punti, si classifica settimo nel mondiale e secondo nella graduatoria del Trofeo Indipendenti. Nello stesso anno si riaffaccia in MotoGP, sostituendo l'infortunato Enea Bastianini sulla Ducati del team ufficiale in occasione del Gran Premio di Francia, chiuso in zona punti.
Nel 2024 prosegue con Barni nel mondiale Superbike. Pur dovendo saltare il Gran Premio di Assen per un infortunio rimediato in allenamento (dove peraltro il suo sostituto, Nicholas Spinelli, vince gara 1), migliora le prestazioni rispetto alla stagione d'esordio: con dieci piazzamenti a podio, tra cui la tripletta di successi al Cremona Circuit, chiude quinto in campionato e si aggiudica il Trofeo Indipendenti.

## Risultati in gara

### Motomondiale
| 2012 | Classe | Moto              |     |    |    |     |    |    |    |    |     |     |     |    |    |    |     |    |    |   |  |  |  |  | Punti | Pos. |
| ---- | ------ | ----------------- | --- | -- | -- | --- | -- | -- | -- | -- | --- | --- | --- | -- | -- | -- | --- | -- | -- | - |  |  |  |  | ----- | ---- |
| 2012 | MotoGP | Ioda e Ioda-Suter | Rit | 13 | 15 | Rit | 19 | 17 | 11 | 17 | Rit | Rit | Rit | 17 | 14 | 17 | Rit | 11 | 13 | 8 |  |  |  |  | 27    | 19º  |

| 2013 | Classe | Moto       |     |     |    |    |    |    |    |    |    |    |    |    |    |     |    |    |    |    |  |  |  |  | Punti | Pos. |
| ---- | ------ | ---------- | --- | --- | -- | -- | -- | -- | -- | -- | -- | -- | -- | -- | -- | --- | -- | -- | -- | -- |  |  |  |  | ----- | ---- |
| 2013 | MotoGP | Ioda-Suter | Rit | Rit | 14 | 14 | 12 | 11 | 16 | 14 | 13 | 17 | 13 | 15 | 15 | Rit | 16 | 15 | 18 | 14 |  |  |  |  | 26    | 17º  |

| 2014 | Classe | Moto |    |    |     |    |     |     |     |    |    |     |     |    |     |    |     |    |     |    |  |  |  |  | Punti | Pos. |
| ---- | ------ | ---- | -- | -- | --- | -- | --- | --- | --- | -- | -- | --- | --- | -- | --- | -- | --- | -- | --- | -- |  |  |  |  | ----- | ---- |
| 2014 | MotoGP | ART  | 14 | 17 | Rit | NP | Inf | Inf | Inf | 15 | 15 | Rit | Rit | 18 | Rit | 11 | Rit | 12 | Rit | 12 |  |  |  |  | 17    | 20º  |

| 2015 | Classe | Moto   |    |    |    |    |    |   |   |    |   |    |    |   |   |     |     |    |   |    |  |  |  |  | Punti | Pos. |
| ---- | ------ | ------ | -- | -- | -- | -- | -- | - | - | -- | - | -- | -- | - | - | --- | --- | -- | - | -- |  |  |  |  | ----- | ---- |
| 2015 | MotoGP | Ducati | 12 | 10 | 11 | 12 | 10 | 9 | 9 | 11 | 9 | 10 | 10 | 2 | 6 | Rit | Rit | 12 | 6 | 10 |  |  |  |  | 113   | 10º  |

| 2016 | Classe | Moto   |    |     |     |     |   |   |   |     |     |    |   |   |    |    |   |   |    |    |  |  |  |  | Punti | Pos. |
| ---- | ------ | ------ | -- | --- | --- | --- | - | - | - | --- | --- | -- | - | - | -- | -- | - | - | -- | -- |  |  |  |  | ----- | ---- |
| 2016 | MotoGP | Ducati | NP | Inf | Inf | Inf | 7 | 8 | 9 | Rit | Rit | 11 | 7 | 9 | 11 | 17 | 8 | 9 | 10 | 12 |  |  |  |  | 75    | 14º  |

| 2017 | Classe | Moto   |     |   |   |   |     |   |     |   |    |   |     |     |   |    |   |    |   |    |  |  |  |  | Punti | Pos. |
| ---- | ------ | ------ | --- | - | - | - | --- | - | --- | - | -- | - | --- | --- | - | -- | - | -- | - | -- |  |  |  |  | ----- | ---- |
| 2017 | MotoGP | Ducati | Rit | 7 | 8 | 7 | Rit | 3 | Rit | 2 | 12 | 7 | Rit | Rit | 2 | 20 | 3 | 21 | 6 | 13 |  |  |  |  | 124   | 8º   |

| 2018 | Classe | Moto   |   |    |    |   |   |   |   |     |   |   |   |    |    |   |   |   |    |   |     |  |  |  | Punti | Pos. |
| ---- | ------ | ------ | - | -- | -- | - | - | - | - | --- | - | - | - | -- | -- | - | - | - | -- | - | --- |  |  |  | ----- | ---- |
| 2018 | MotoGP | Ducati | 5 | 10 | 12 | 4 | 2 | 7 | 8 | Rit | 4 | 6 | 5 | AN | 11 | 7 | 9 | 9 | 12 | 9 | Rit |  |  |  | 144   | 8º   |

| 2019 | Classe | Moto   |   |   |   |   |   |   |   |   |   |   |   |   |    |    |   |   |     |   |     |  |  |  | Punti | Pos. |
| ---- | ------ | ------ | - | - | - | - | - | - | - | - | - | - | - | - | -- | -- | - | - | --- | - | --- |  |  |  | ----- | ---- |
| 2019 | MotoGP | Ducati | 6 | 6 | 6 | 5 | 3 | 1 | 3 | 6 | 4 | 8 | 9 | 7 | 10 | 12 | 9 | 9 | Rit | 9 | Rit |  |  |  | 176   | 6º   |

| 2020 | Classe | Moto   |    |   |     |    |   |    |    |    |   |   |    |    |    |    |    |  |  |  |  |  |  |  | Punti | Pos. |
| ---- | ------ | ------ | -- | - | --- | -- | - | -- | -- | -- | - | - | -- | -- | -- | -- | -- |  |  |  |  |  |  |  | ----- | ---- |
| 2020 | MotoGP | Ducati | NE | 9 | Rit | 12 | 7 | 11 | 16 | 10 | 8 | 1 | 15 | 10 | 10 | 15 | 16 |  |  |  |  |  |  |  | 78    | 12º  |

| 2021 | Classe | Moto |     |    |    |    |   |   |     |     |    |    |    |    |    |    |    |     |     |    |  |  |  |  | Punti | Pos. |
| ---- | ------ | ---- | --- | -- | -- | -- | - | - | --- | --- | -- | -- | -- | -- | -- | -- | -- | --- | --- | -- |  |  |  |  | ----- | ---- |
| 2021 | MotoGP | KTM  | Rit | 19 | 13 | 14 | 5 | 9 | Rit | Rit | 13 | 18 | 12 | 10 | 15 | 16 | 18 | Rit | Rit | 18 |  |  |  |  | 37    | 21º  |

| 2022 | Classe | Moto   |  |  |  |  |  |  |  |  |  |  |  |  |  |  |  |  |    |  |  |  |  |  | Punti | Pos. |
| ---- | ------ | ------ |  |  |  |  |  |  |  |  |  |  |  |  |  |  |  |  | -- |  |  |  |  |  | ----- | ---- |
| 2022 | MotoGP | Suzuki |  |  |  |  |  |  |  |  |  |  |  |  |  |  |  |  | 20 |  |  |  |  |  | 0     |      |

| 2023 | Classe | Moto   |  |  |  |  |    |  |  |  |  |  |  |  |  |  |  |  |  |  |  |  |  |  | Punti | Pos. |
| ---- | ------ | ------ |  |  |  |  | -- |  |  |  |  |  |  |  |  |  |  |  |  |  |  |  |  |  | ----- | ---- |
| 2023 | MotoGP | Ducati |  |  |  |  | 11 |  |  |  |  |  |  |  |  |  |  |  |  |  |  |  |  |  | 5     | 28º  |

| Legenda | 1º posto        | 2º posto            | 3º posto            | A punti      | Senza punti        | Grassetto – Pole position Corsivo – Giro più veloce |
| Legenda | Gara non valida | Non qual./Non part. | Ritirato/Non class. | Squalificato | '-' Dato non disp. | Grassetto – Pole position Corsivo – Giro più veloce |

### Campionato mondiale Superbike
| 2023 | Moto   |   |    |   |   |    |   |   |    |   |    |    |    |     |     |   |   |   |   |   |   |   |   |   |   |   |   |   |   |    |     |    |    |   |   |   |   |  |  |  |  |  |  | Punti | Pos. |
| ---- | ------ | - | -- | - | - | -- | - | - | -- | - | -- | -- | -- | --- | --- | - | - | - | - | - | - | - | - | - | - | - | - | - | - | -- | --- | -- | -- | - | - | - | - |  |  |  |  |  |  | ----- | ---- |
| 2023 | Ducati | 8 | 11 | 9 | 5 | 10 | 6 | 9 | 15 | 8 | SQ | 11 | 12 | Rit | Rit | 7 | 4 | 5 | 3 | 6 | 8 | 9 | 3 | 8 | 2 | 5 | 5 | 7 | 5 | 12 | Rit | 12 | 15 | 6 | 5 | 9 | 5 |  |  |  |  |  |  | 228   | 7º   |

| 2024 | Moto   |   |    |   |   |   |   |     |     |     |   |   |   |   |   |   |   |   |     |   |   |   |   |   |   |   |   |   |   |   |   |     |   |   |     |   |   |  |  |  |  |  |  | Punti | Pos. |
| ---- | ------ | - | -- | - | - | - | - | --- | --- | --- | - | - | - | - | - | - | - | - | --- | - | - | - | - | - | - | - | - | - | - | - | - | --- | - | - | --- | - | - |  |  |  |  |  |  | ----- | ---- |
| 2024 | Ducati | 8 | 15 | 3 | 7 | 7 | 5 | Inf | Inf | Inf | 9 | 9 | 6 | 7 | 9 | 6 | 2 | 4 | Rit | 3 | 2 | 5 | 3 | 3 | 2 | 1 | 1 | 1 | 5 | 6 | 6 | Rit | 5 | 7 | Rit | 4 | 6 |  |  |  |  |  |  | 307   | 5º   |

| 2025 | Moto   |   |   |   |   |   |   |   |    |    |   |   |   |   |   |   |   |   |   |   |   |   |   |    |   |  |  |  |  |  |  |  |  |  |  |  |  |  |  |  |  |  |  | Punti | Pos. |
| ---- | ------ | - | - | - | - | - | - | - | -- | -- | - | - | - | - | - | - | - | - | - | - | - | - | - | -- | - |  |  |  |  |  |  |  |  |  |  |  |  |  |  |  |  |  |  | ----- | ---- |
| 2025 | Ducati | 4 | 3 | 5 | 4 | 4 | 6 | 3 | 13 | 11 | 7 | 6 | 4 | 3 | 3 | 3 | 3 | 4 | 5 | 3 | 7 | 5 | 5 | 10 | 4 |  |  |  |  |  |  |  |  |  |  |  |  |  |  |  |  |  |  | 233   |      |

| Legenda | 1º posto        | 2º posto            | 3º posto           | A punti      | Senza punti        | Grassetto – Pole position Corsivo – Giro più veloce |
| Legenda | Gara non valida | Non qual./Non part. | Ritirato/Non class | Squalificato | '-' Dato non disp. | Grassetto – Pole position Corsivo – Giro più veloce |

### Rally Dakar
| Anno | Classe | Scuderia      | Pilota          | Mezzo           | Pos. | TV |
| ---- | ------ | ------------- | --------------- | --------------- | ---- | -- |
| 2022 | Moto   | Tech 3        | -               | KTM             | 90°  | 1  |
| 2025 | Camion | MM Technology | Claudio Bellina | Iveco Powerstar | Rit  | 0  |